# Gwendolyn Ann Smith
Gwendolyn Ann Smith (Área de la Bahía de San Francisco, 22 de julio de 1967) es una diseñadora gráfica, escritora y activista transgénero estadounidense. Fue una de las promotoras del Día internacional de la Memoria Transgénero para conmemorar a las personas que son asesinadas por transfobia.

## Biografía
Nació el 22 de julio de 1967. Smith es una activista, escritora y diseñadora gráfica transgénero. De 1993 a 1998, dirigió el Foro de la Comunidad Transgénero en AOL, que fue uno de los primeros foros públicos en línea para las personas transgénero. En 2000 se convirtió en columnista del Bay Area Reporter con su columna "Transmissions". Su ensayo, "Todos somos el amigo Freak de alguien", alcanzó la 14ª edición de Norton Reader. También gestiona el sitio web Genderfork.
En noviembre de 1999, Smith creó el Día de la Memoria Transgénero para honrar a Rita Hester, una mujer afroamericana transgénero asesinada el año anterior.
Smith fundó un sitio web llamado Remembering Our Dead, para recopilar los nombres de aquellas personas que desde 1970 habían muerto a consecuencia del odio y los prejuicios basados en el género. Después, la lista se alojó en el sitio web del Día de la Memoria Transgénero, que en 2007 comenzó a publicar información sobre las personas asesinadas debido a la violencia contra las personas transgénero. En 2012, Gwendolyn Smith escribió un artículo para el Huffington Post titulado "Día de la Memoria Transgénero: Por qué recordamos". Además, aparece mencionada en el libro de Kate Bornstein, Gender Outlaws: The Next Generation.
En 2017, fue publicada una biografía sobre Smith titulada Trans/Active: Una biografía de Gwendolyn Ann Smith .

## Publicaciones
- 2017, Sophia Cecelia Leveque, Trans / Active: A Biography of Gwendolyn Ann Smith, ISBN 9781618460448